# Bonjour la vie
Albums de Gilbert Bécaud
Moi, je veux chanter
(1979) Desperado - Olympia 83
(1983)
Bonjour la vie est un album studio de Gilbert Bécaud sorti en 1981, également orchestré par Gilbert Bécaud (33 tours Pathé Marconi / EMI 2 C 070-72451).

## Face A
1. Chaque matin que tu vois (Gilbert Bécaud) [40 s]
2. Bonjour la vie (Claude Lemesle/Gilbert Bécaud) [4 min 55 s]
3. Musicien de jazz (Maurice Vidalin/Philippe Bécaud) [2 min 35 s]
4. Les Chansons de ta vie (Neil Diamond, Maurice Vidalin/Gilbert Bécaud, Neil Diamond) [2 min 50 s]
5. Un sacré bateau à roues (Neil Diamond, Maurice Vidalin/Gilbert Bécaud, Neil Diamond) [3 min 25 s]
6. L'amour est mort (avec Ireen Sheer) (Neil Diamond, Maurice Vidalin/Gilbert Bécaud) [3 min 25 s]

## Face B
1. Je ne fais que passer (Louis Amade/Gilbert Bécaud) [4 min 55 s]
2. Je me fous de la fin du monde (Claude Lemesle/Gilbert Bécaud) [3 min 55 s]
3. Dieu mécréant (Claude Lemesle/Gilbert Bécaud) [3 min 17 s]
4. Vahiné des vahinés (Claude Lemesle/Gilbert Bécaud) [3 min 35 s]
5. Les Gens (Maurice Vidalin/Gilbert Bécaud) [3 min 40 s]